# 184 Dejopeja
184 Dejopeja je veliki metalni asteroid glavnog pojasa.
Asteroid je 28. veljače 1878. iz Pule otkrio Johann Palisa. Nazvao ju je po Deiopaeji, nimfi iz rimske mitologije.
… | 183 Istria | 184 Dejopeja | 185 Eunike | …